# Nadezhda Pushpasheva
Nadezhda Pushpasheva (en russe : Надежда Пушпашева), née le 29 décembre 1959 à Votkinsk (RSFS de Russie), est une pongiste handisport russe concourant en classe 2 pour les athlètes paraplégiques ayant une mobilité du haut du corps. Elle remporte sa première médaille paralympique en prenant le bronze en classe 1-2 lors des Jeux de 2020.

## Palmarès

### Jeux paralympiques
- médaille de bronze en individuel classe 1-2 aux Jeux paralympiques d'été de 2020 à Tokyo

### Championnats du monde
- médaille d'argent en individuel classe 1-2 aux Championnats du monde 2010 à Gwangju

### Championnats d'Europe
- médaille d'or en individuel classe 1-2  aux Championnats d'Europe 2017 à Laško
- médaille d'argent par équipes classe 4-5  aux Championnats d'Europe 2017 à Laško